# Temple protestant de Saint-Quentin
Le temple protestant de Saint-Quentin est un édifice religieux situé rue du Docteur-Mairesse, dans le centre-ville de Saint-Quentin, dans l'Aisne. La paroisse est membre de l'Église protestante unie de France.

## Historique
En 1832, l'ancienne église des Cordeliers est affectée au culte protestant. L'édifice est détruit par des bombardements durant la Première Guerre mondiale. En 1923 est inauguré un nouveau temple.

## Caractéristiques

### Extérieur
Le temple est un bâtiment construit en brique selon un plan quadrangulaire. La façade élevée sur trois niveaux est percée d'un portail surmonté de deux hautes fenêtres jumelles au-dessus desquelles se trouve un tympan en demi-cercle décoré d'une mosaïque. Un oculus a été percé dans le mur du pignon. Deux ailes symétriques percées de deux baies jumelles sur deux niveaux prolongent la façade. Un clocheton surmonte la façade.

### Intérieur
L'intérieur de l'édifice d'une grande sobriété est revêtu d'un enduit blanc. Des piliers ronds, de chaque côté soutiennent deux galeries latérales fermées par des grilles
Une chaire à prêcher en bois est située derrière l'autel en pierre.